# Парізіна Малатеста
Парізі́на Малате́ста (італ. Parisina Malatesta; 1404 — 21 травня 1425) — італійська шляхтянка, маркіза-консорт феррарська (1418—1425). Представниця Малатестівського дому. Народилася в Чезені, Італія. Донька чезенського сеньйора Андреа Малатести і Лукреції Орделаффі. 1418 року одружилася із феррарським маркізом Нікколо III д'Есте, старшим за неї майже на 20 років. Народила доньку Джіневру. 1424 року вчинила перелюб зі своїм пасинком-однолітком Уго д'Есте. Ув'язнена разом із ним за наказом чоловіка. Страчена у Феррарі. Похована у феррарській Церкві святого Франциска. Її трагічна історія лягла в основу багатьох європейських творів літератури, музики та образотворчого мистецтва.

## Імена
- Ла́ура Малате́ста (італ. Laura Malatesta) — справжнє ім'я[1]
- Парізі́на Малате́ста (італ. Parisina Malatesta) — прижиттєве прізвисько[1].
- Федра Феррарська (італ. Fedra di Ferrara) — посмертне прізвисько за зразком давньогрецької Федри[1].

## Біографія

### Молодість
Парізіна Малатеста народилася у вересні-жовтні 1404 року в Чезені. Її батьком був Андреа, званий Малатеста; матір'ю — Лукреція Орделаффі, донька Франческо Орделаффі.
Хрещеним іменем дівчинки було Лаура. Але як зазначають судові документи, родичі та близькі друзі називали її за прізвиськом «Паріджіна» (італ. la Parigina, «Вишукана»), за красу, граціозність і смак. У пізніших авторів і поетів це прізвисько перетворилося на «Парізіна» (італ. Parisina).
За кілька тижнів після народження Парізіна втратила матір. 19 жовтня 1404 року її отруїли в Форлі свої ж родичі з дому Орделаффі за те, що вона разом із чоловіком намагалася вигнати з міста Орделаффі й передати його Малетестам.
20 вересня 1416 року помер батько Парізіни. Дівчину відправили в Ріміні, до її дядька Карло Малатести, де вона виросла під наглядом його дружини Елізабети Гонзаги.
У юності Парізіна вивчала латину і французьку, риторику, літературу та етикет. Дівчину привчили до тогочасної куртуазії: читання бретонських романів (особливо про Трістана), верхової їзди, полювання, соколиних ловів, співів, гри на арфи, ігор в карти, а також замовляння невеликих творів образотворчого і ювелірного мистецтва.

### Шлюб

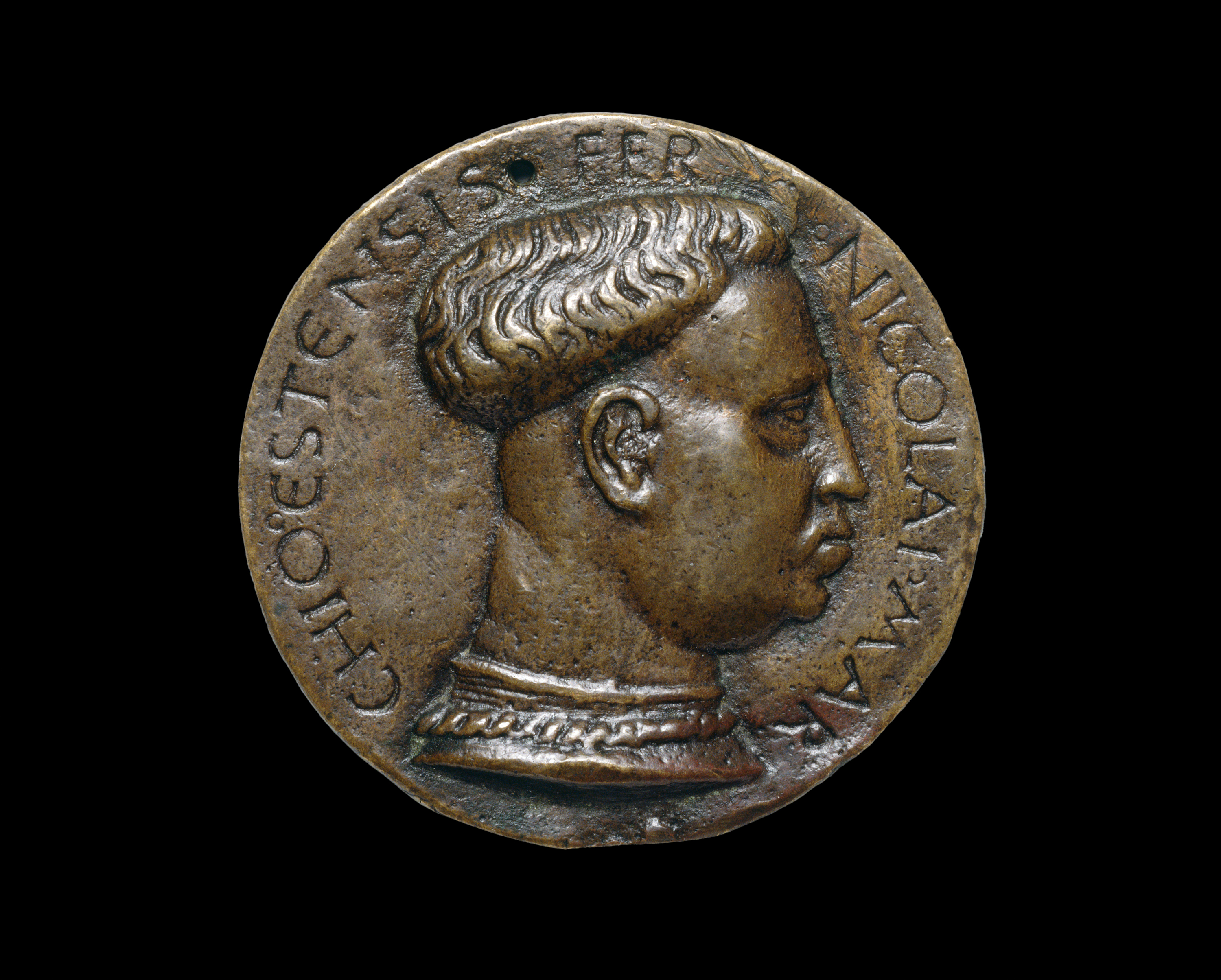
Феррарський маркіз Нікколо ІІІ, чоловік Парізіни (1437)

У 1417—1418 роках відбулися переговори між Малатестами та Есте про шлюбний союз 13-річної Парізіни та 35-річного овдовілого феррарського маркіза Нікколо III д'Есте. Вони проходили за посередництва венеційської дипломатії, яка сподівалася на зміцнення політичного альянсу між Ріміні та Феррарою. Попередні вигідні шлюби між членами двох сімей також сприяли цьому союзу.
27 лютого 1418 року Малатести й Есте поспішно підписали шлюбні договори. У квітні того ж року вони відгуляли весілля Парізіни та Нікколо III у Равенні, при дворі полентських сеньйорів. Хоча Феррара була столицею володінь Есте, там були рецидиви чуми, тому публічних святкувань з нагоди шлюбу не проводили.
У Феррарі Парізіну чекав неприємний сюрприз: Нікколо III мав багато коханок і бастардів. Особливо вирізнялася його фаворитка Стелла де Толомей, матір його позашлюбних синів — Уго, Леонелло і Борсо. Вони сприймали Парізіну як потенційну загрозу, бо вона могла народити законноних нащадків маркіза і позбавити їх батькового спадку.
Згідно зі свідченнями документів, Парізіна енергійно і старанно займалася справами Естенського дому на посаді маркізи Феррарської. Її апартаменти розташовувалися у старовинному палаці маркіза, на першому поверсі вежі Рігобелло — просторому та зручному житлі з невеликою залою для читання і гри на арфі.
25 березня 1419 року Парізіна народила від Нікколо III близнючок Джіневру і Лючію, яким, однак, не судилося щасливе майбутнє. 24 травня 1421 року вона нарешті народила сина Альберто Карло, законного спадкоємця Феррари, який помер вже наступного літа від хвороби.

### Перелюб і страта

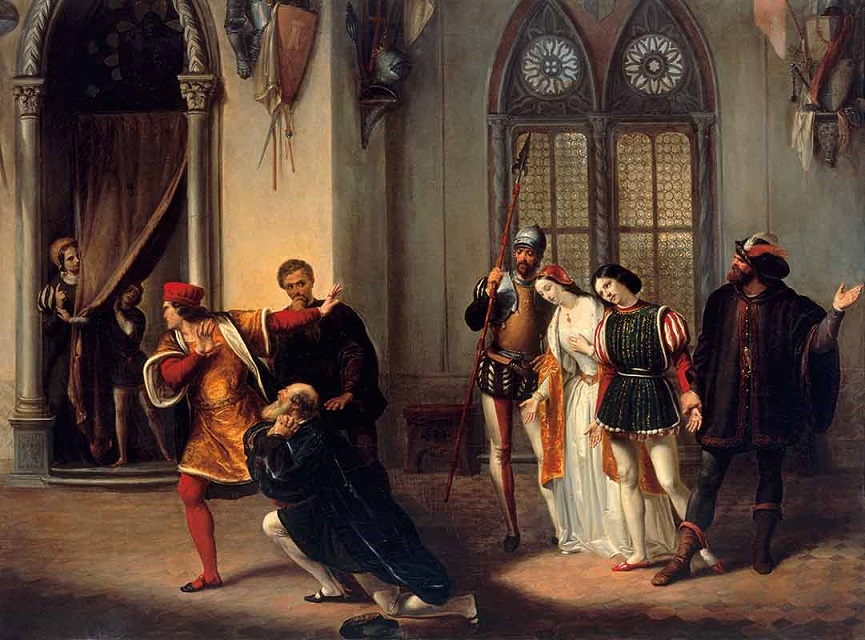
Засудження Уго і Парізіни (Доменікіні, 1836).

Парізіна мала складні стосунки зі своїм однолітком Уго д'Есте, первістком маркіза. На початку їхнього знайомства хлопець ненавидів мачуху, цю ненависть підігрівала його матір Стелла. Але згодом, завдяки доброті Парізіни та особистому втручанню маркіза-батька, він був змушений змінити ставлення.
У травні 1424 року, щоб покласти край цій абсурдній злобі, Парізіна змусила Уго супроводжувати його до Равенни на відпочинок полентських сеньйорів, де вони провели місяць. Між двома молодими людьми, обома на порозі двадцяти років, розквітла необачна пристрасть, яка привела їх до шибениці.
Коханці зустрічалися протягом року як у Феррарі, так і на заміських маєтках, але служниця Парізіни донесла на них маркізу Нікколо ІІІ. Аби перевірити правдивість доносу, маркіз разом зі свідком провів слідчий експеримент: він розмістився в приміщені над кімнатою Парізіни та побачив коханців через дірку в підлозі.
У ніч з 20 на 21 травня 1425 року Нікколо ІІІ заарештував дружину і сина. Їх помістили в окремі камери у підвалі вежі Маркезана Феррарського замку. Каяття Уго і звернення Парізани до Ферраської урядової ради, до сеньйора Угуччоне Контрарі та Альберто даль Сале, його міністрів і друзів, результату не дали.
У ніч 21 травня 1425 року двоє закоханих були обезголовлені за наказом Нікколо ІІІ, разом зі своїм звідником Альдобрандіно Рангоні. Їх поспішно поховали на світанку 22 числа в саду феррарської Церкви святого Франциска, біля дзвіниці.

## Родина
Чоловік — Нікколо III д'Есте (1383—1441), маркіз феррарський, моденський і реджоський (1393—1441).
Діти:
- Джіневра д'Есте (1419—1440) ∞ Сигізмундо Пандольфо Малатеста, сеньйор рімінський.

Коханець: Уго д'Есте (1405—1425)

## В культурі
- «Покарання — не помста» (ісп. El castigo sin venganza, 1631), трагедія Лопе де Веги .
- «Парізіна» (1816), поема Байрона.
- «Парізіна» (1833), опера Доніцетті.
- «Парізіна» (1835), трагедія Антоніо Сомми.
- «Парізіна» (1913), трагедія П'єтро Масканьї

### Образотворче мистцтво

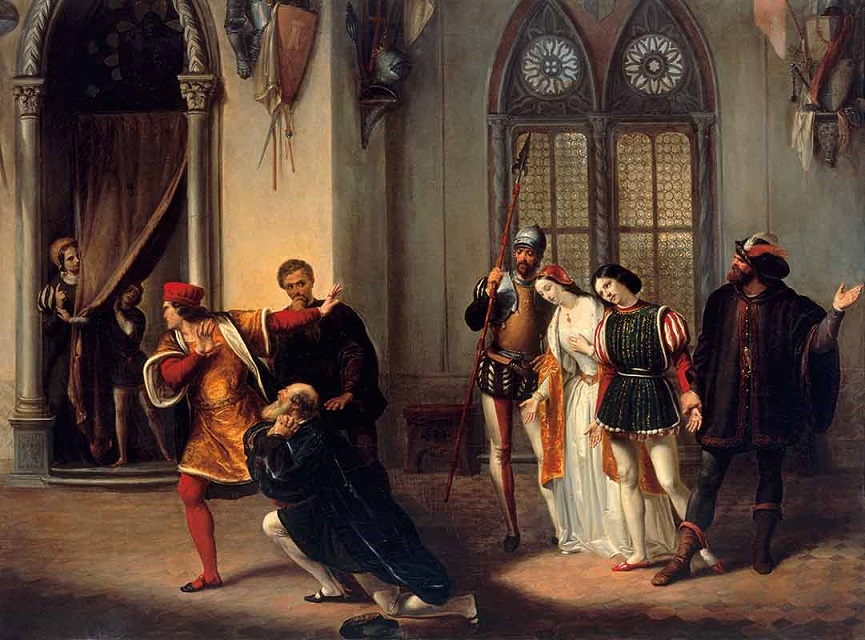
Вирок Уго і Парізіні Доменікіні, 1836
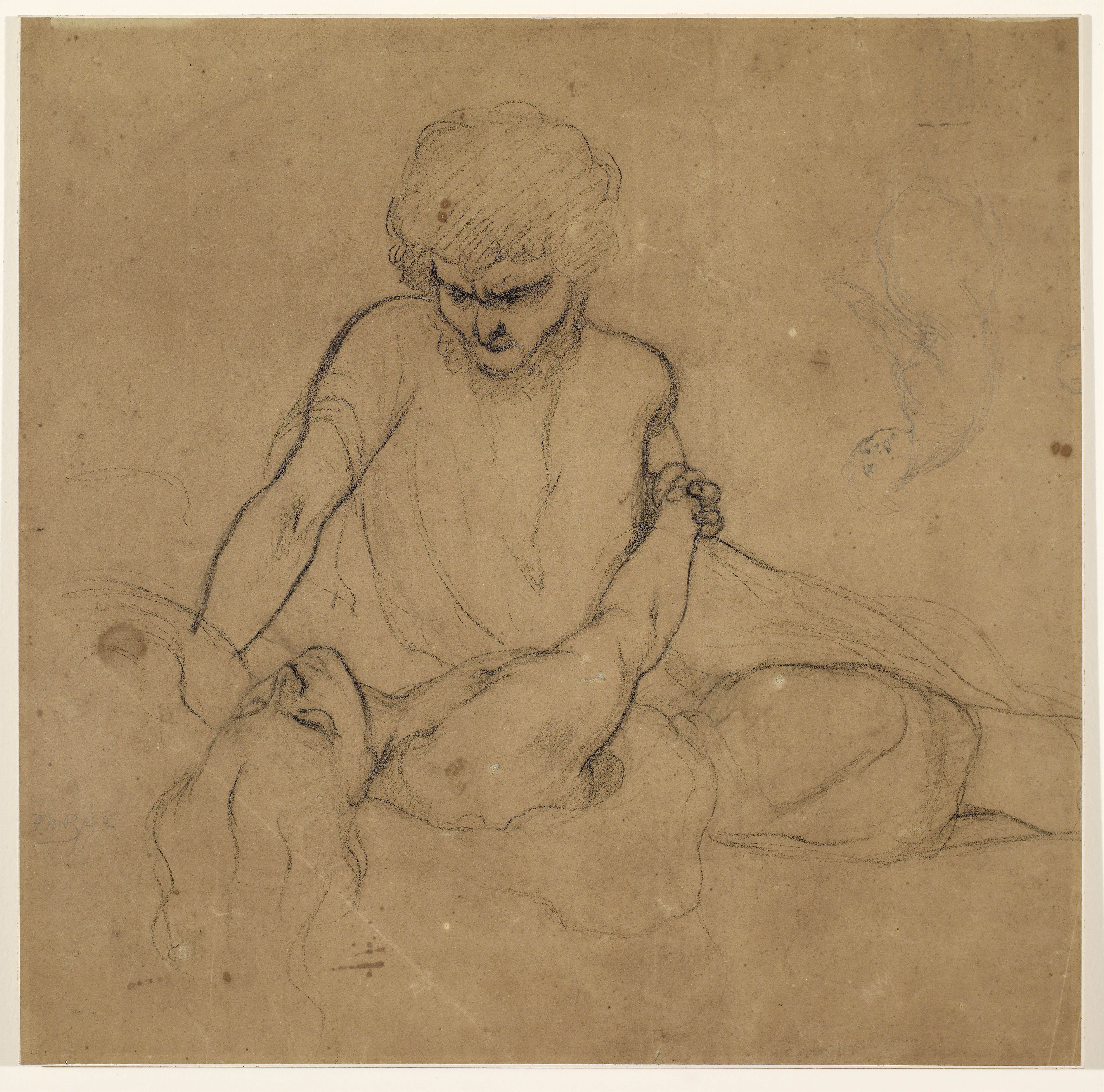
Сон Парізіни Браун, 1842
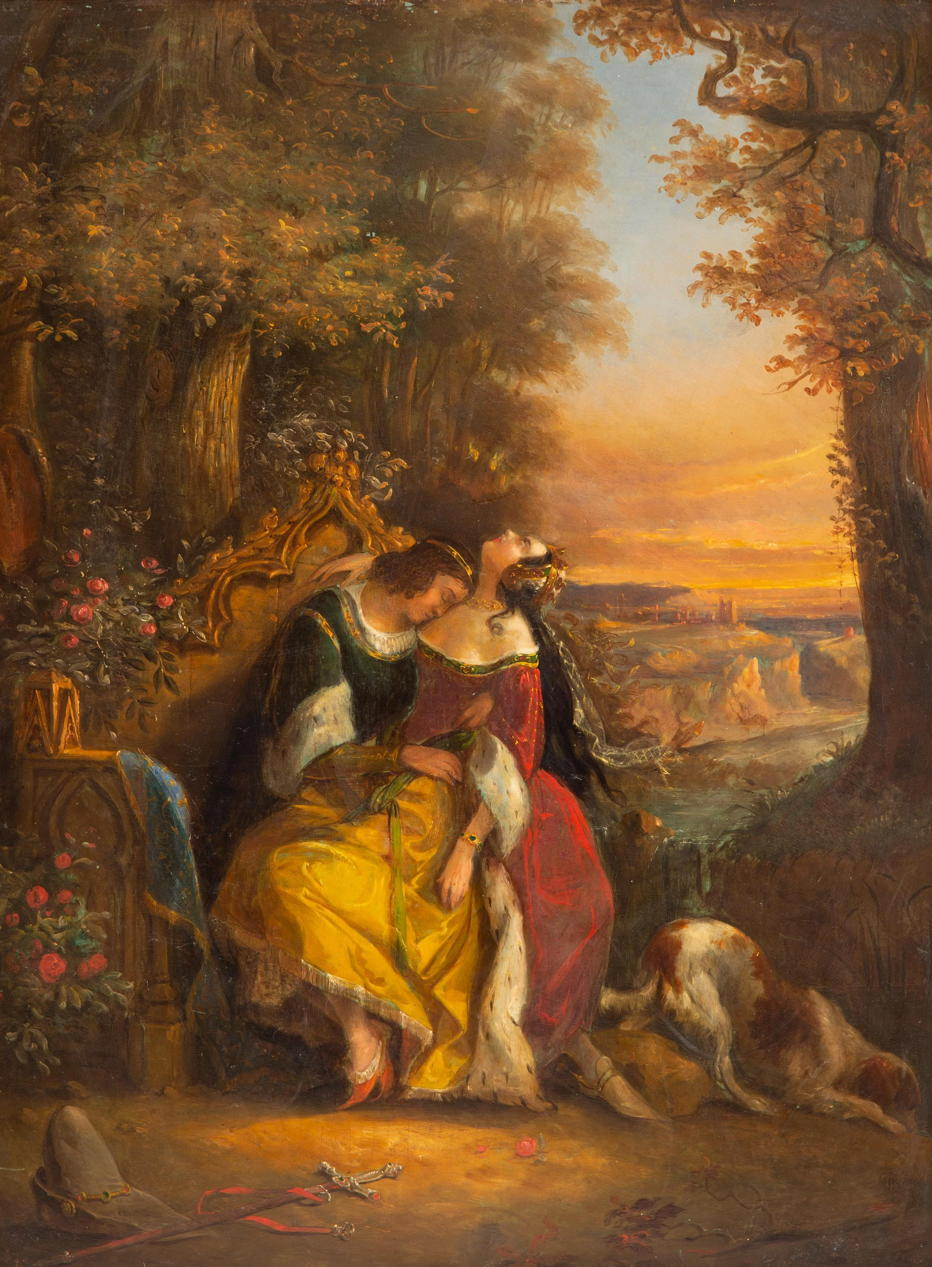
Парізіна Бейкер, 1842
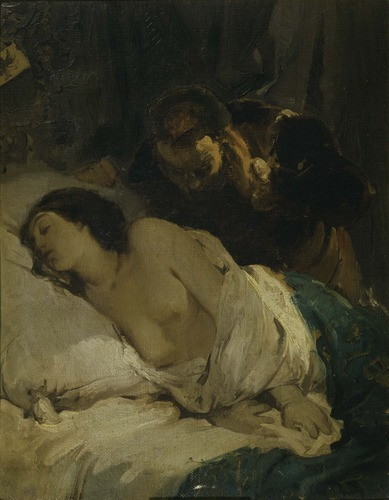
Парізіна Бертіні, 1854
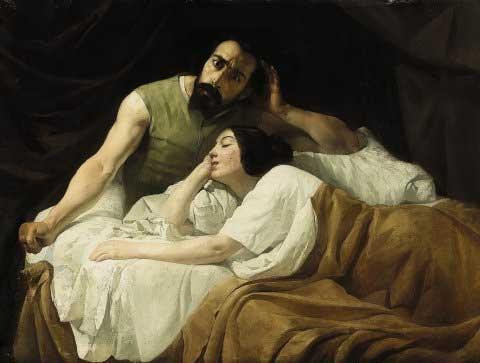
Сон Парізіни Гастальді, до 1889
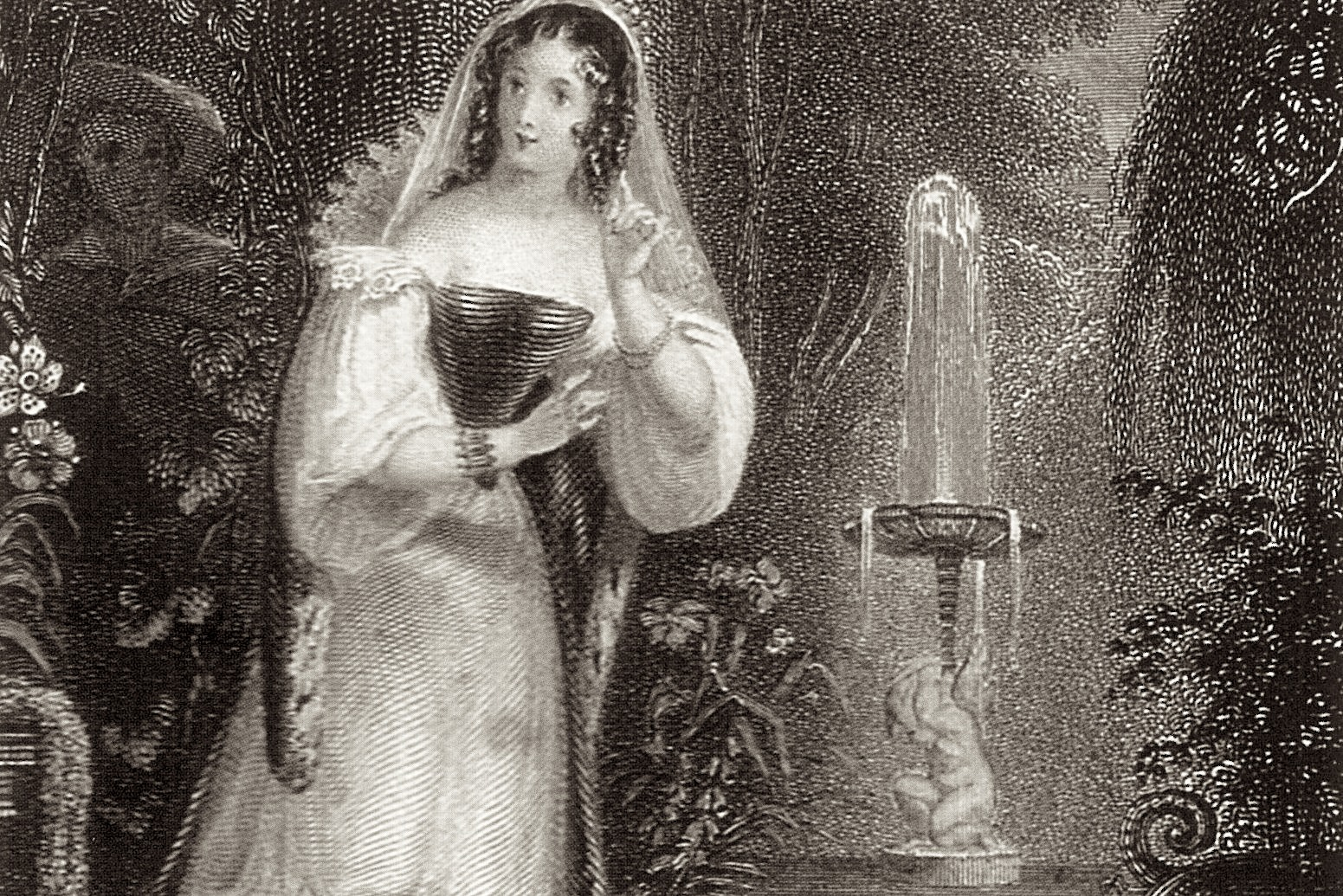
Парізіна й Уго буклет ХІХ ст.
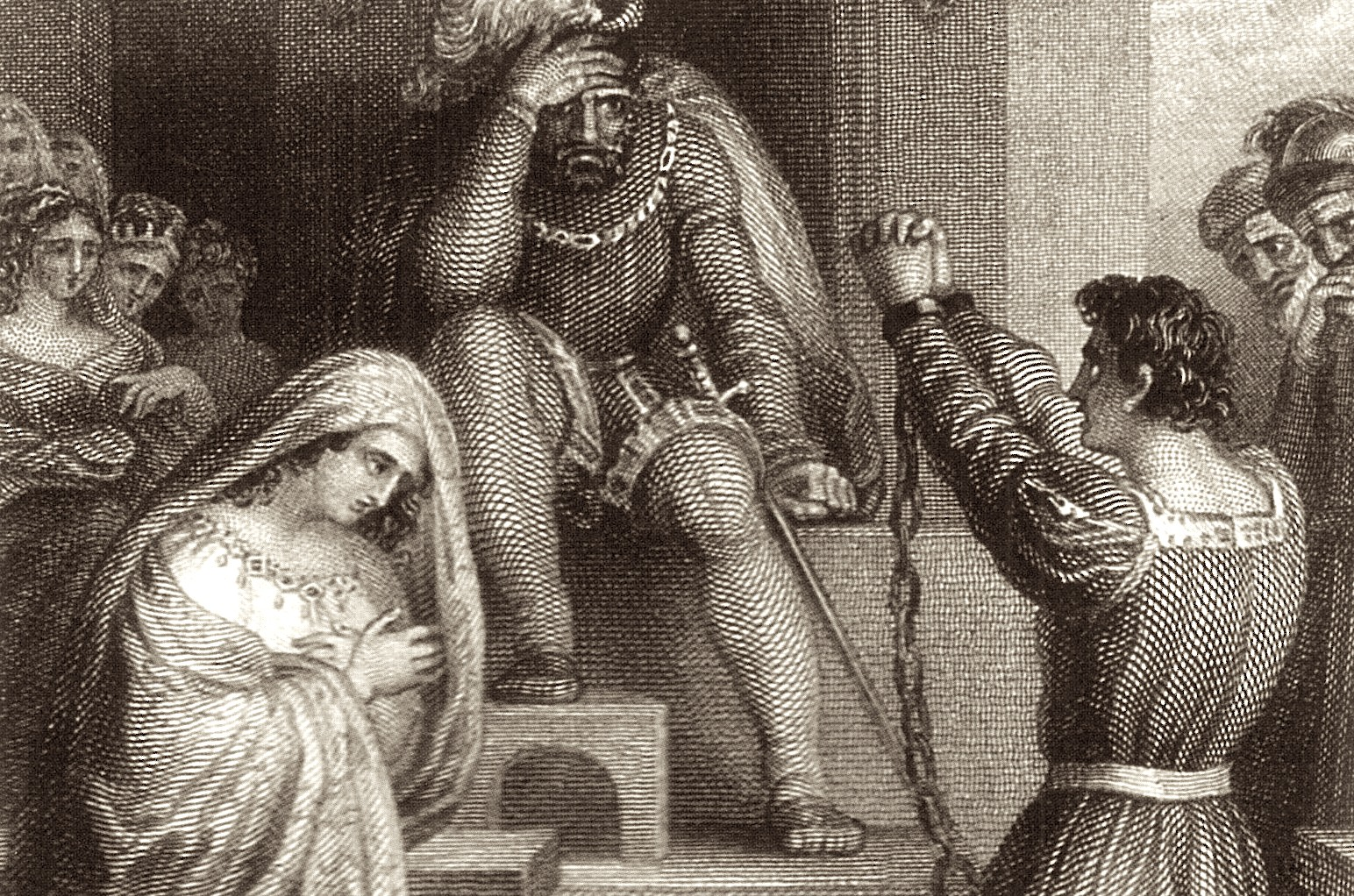
Парізіна й Уго буклет ХІХ ст.
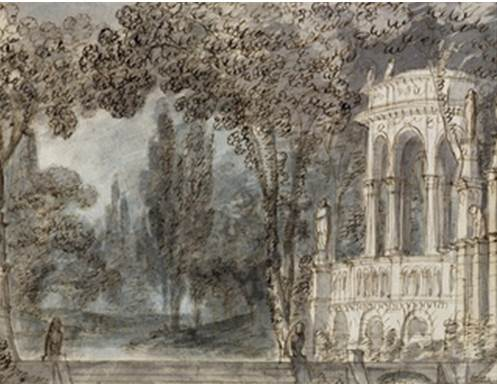
Декорації опери «Парізіна»
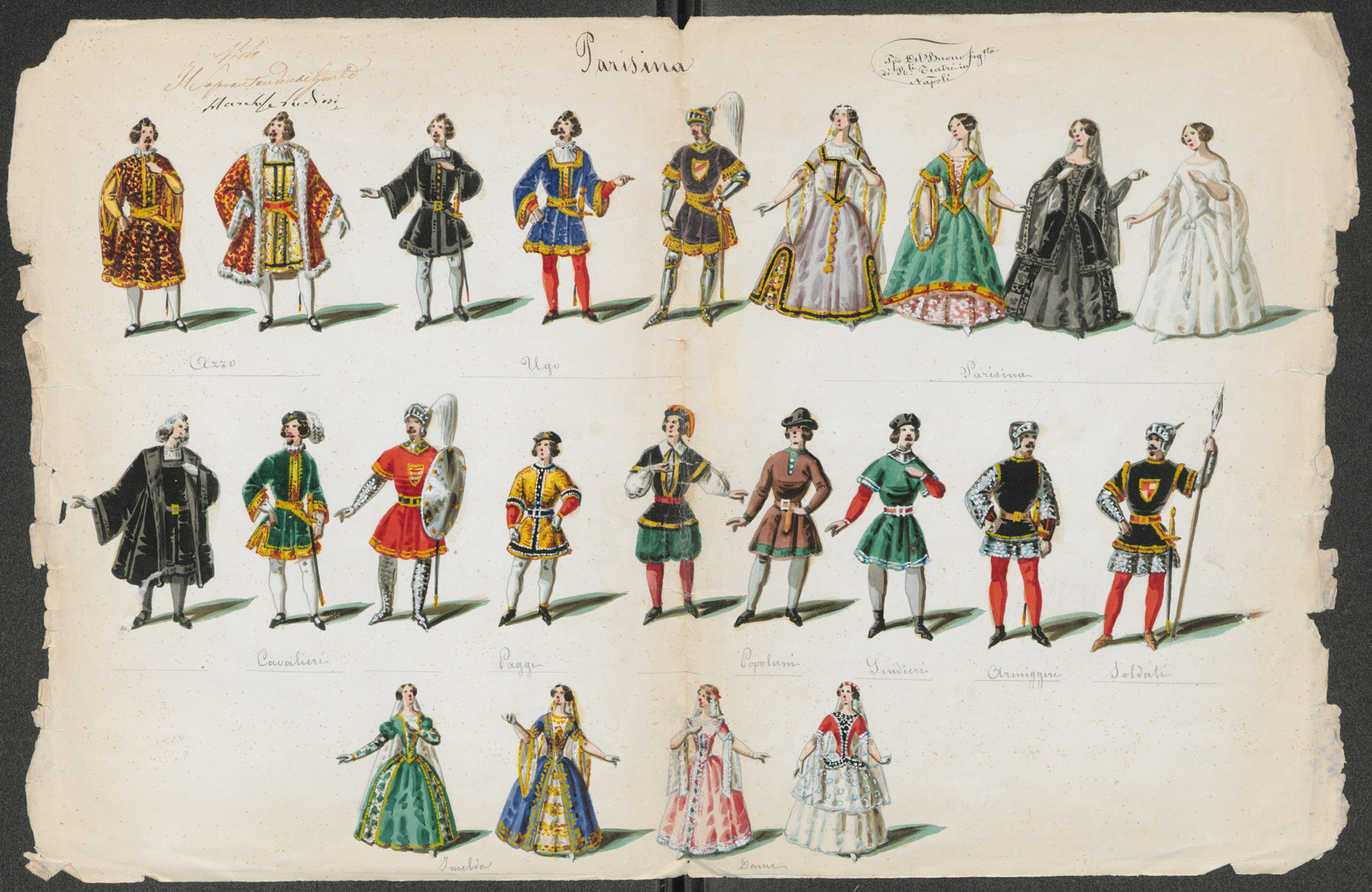
Костюми вистави «Парізіна»
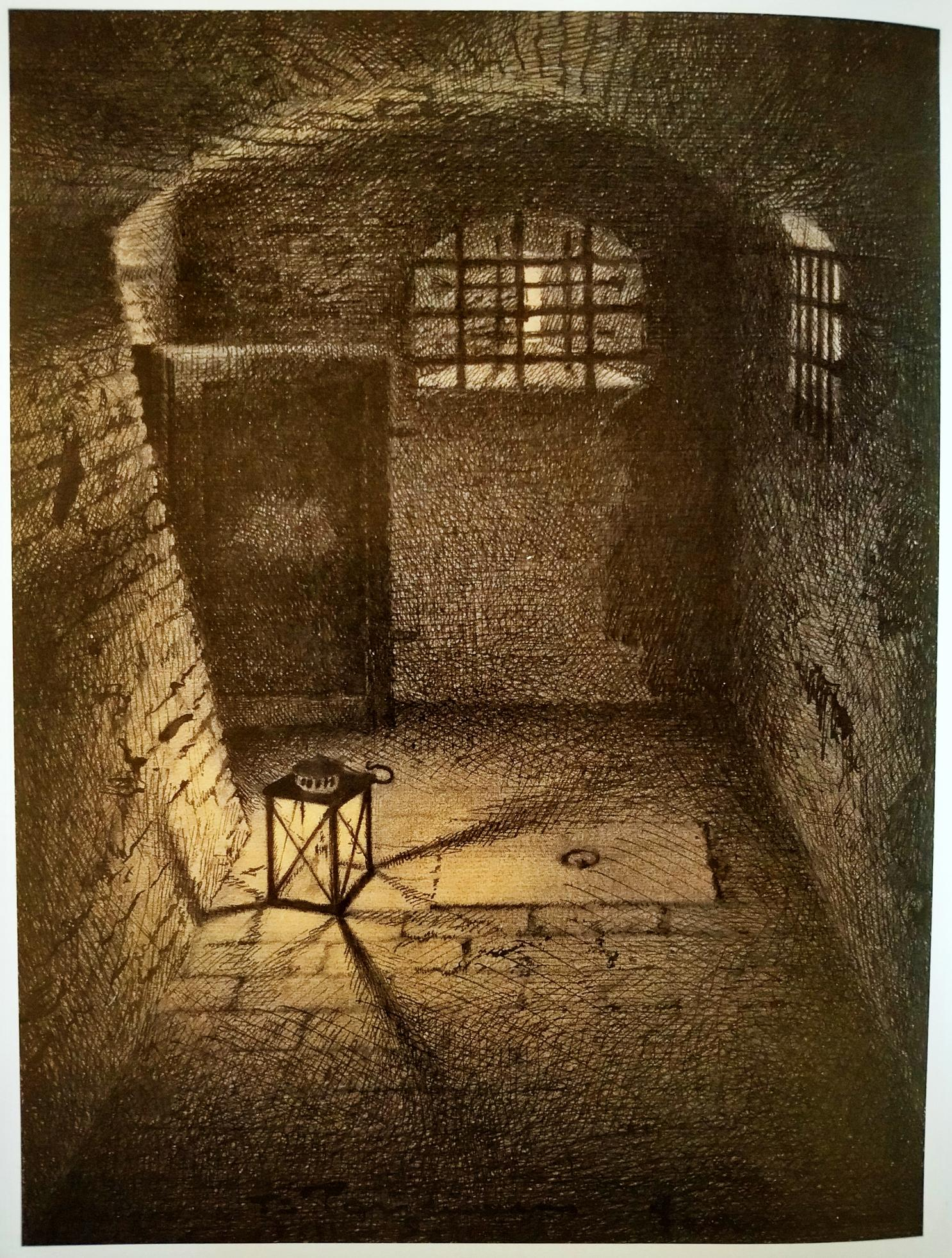
В'язниця Парізіни Бальоні, 1926

### Монографії
- Petrucci, Giuseppe. Ugo d'Este e Parisina Malatesta. Ferrara: Taddei-Soati, 1903.
- Lazzari, Alfonso. Ugo e Parisina nella realtà storica. Firenze, Rassegna Nazionale, 1915.
- Dean, T. Land and Power in Late Medieval Ferrara: The Rule of the Este 1350—1450. Cambridge University Press, 1988.

### Довідники
- Iotti, Roberta. Malatesta, Laura detta Parisina  // Dizionario biografico degli italiani, vol. 68, 2007.